# Tonga (hardware)
Tonga è il nome in codice della secondo processore Intel pensato per l'utilizzo nei computer portatili, chiamato Pentium II-M e venne presentato il 2 aprile 1998 come successore del core Tillamook che veniva però commercializzato con il marchio Mobile Pentium MMX. A quei tempi, le CPU utilizzate nei sistemi mobile non erano ancora specificatamente progettate per questo scopo (cosa che è avvenuta solo a partire dal 2003 con il primo Pentium M, Banias) ma si limitavano ad alcuni affinamenti progettuali delle versioni desktop (in questo caso il Pentium II basato sul core Deschutes) al fine di ridurne il consumo e poter quindi contribuire al contenimento dei consumi e quindi alla maggior durata delle batterie utilizzate in questo tipo di sistemi.

## Caratteristiche tecniche
Si trattava, come detto, di una particolare versione del core Deschutes alla base della seconda generazione del Pentium II impiegato nel settore desktop, in grado di funzionare a voltaggio ridotto, 1,6 V, e con consumi più contenuti. Manteneva il pieno supporto alle istruzioni MMX e il processo produttivo a 250 nm, mentre il bus era limitato a 66 MHz; si trattava di caratteristiche che erano comuni anche al precedente modello Tillamook che però era basato sull'architettura P5 invece che sulla P6 dei Pentium II e Pentium II-M.
Essendo destinato all'utilizzo nei pc portatili, non utilizzava lo Slot 1 dei Pentium II, ma un particolare "modulo" chiamato MMC-1, il quale conteneva oltre al core vero e proprio del processore, anche la cache L2 pari a 512 kB, che funzionava alla metà della frequenza di BUS, e cioè a 33 MHz, esattamente come nei Pentium II. Il modulo MMC-1 era poi collegato alla scheda madre mediante il Socket 615.

## Modelli
La tabella seguente mostra i modelli di Pentium II-M, tutti basati sul core Tonga, arrivati sul mercato. Molti di questi condividono caratteristiche comuni pur essendo basati su core diversi; per questo motivo, allo scopo di rendere maggiormente evidente tali affinità e "alleggerire" la visualizzazione alcune colonne mostrano un valore comune a più righe. Di seguito anche una legenda dei termini (alcuni abbreviati) usati per l'intestazione delle colonne:
- Nome Commerciale: si intende il nome con cui è stato immesso in commercio quel particolare esemplare.
- Data: si intende la data di immissione sul mercato di quel particolare esemplare.
- Socket: lo zoccolo della scheda madre in cui viene inserito il processore. In questo caso il numero rappresenta oltre al nome anche il numero dei pin di contatto.
- Clock: la frequenza di funzionamento del processore.
- Molt.: sta per "Moltiplicatore" ovvero il fattore di moltiplicazione per il quale bisogna moltiplicare la frequenza di bus per ottenere la frequenza del processore.
- Pr.Prod.: sta per "Processo produttivo" e indica tipicamente la dimensione dei gate dei transistors (180 nm, 130 nm, 90 nm) e il numero di transistor integrati nel processore espresso in milioni.
- Voltag.: sta per "Voltaggio" e indica la tensione di alimentazione del processore.
- Watt: si intende il consumo massimo di quel particolare esemplare.
- Bus: frequenza del bus di sistema.
- Cache: dimensione delle cache di 1º e 2º livello.
- XD: sta per "XD-bit" e indica l'implementazione della tecnologia di sicurezza che evita l'esecuzione di codice malevolo sul computer.
- 64: sta per "EM64T" e indica l'implementazione della tecnologia a 64 bit di Intel.
- HT: sta per "Hyper-Threading" e indica l'implementazione della esclusiva tecnologia Intel che consente al sistema operativo di vedere 2 core logici.
- ST: sta per "SpeedStep Technology" ovvero la tecnologia di risparmio energetico sviluppata da Intel e inserita negli ultimi Pentium 4 Prescott serie 6xx per contenere il consumo massimo.
- VT: sta per "Vanderpool Technology", la tecnologia di virtualizzazione che rende possibile l'esecuzione simultanea di più sistemi operativi differenti contemporaneamente.

| Nome Commerciale     | Data       | Socket      | Clock   | Molt. | Pr.Prod.        | Voltag. | Watt   | Bus    | Cache                   | XD | 64 | HT | ST | VT |
| -------------------- | ---------- | ----------- | ------- | ----- | --------------- | ------- | ------ | ------ | ----------------------- | -- | -- | -- | -- | -- |
| Pentium II-M 233 MHz | 2/apr/1998 | MMC-1 (615) | 233 MHz | 3,5x  | 250 nm 7,5 mil. | 1,6 V   | 9 W    | 66 MHz | L1=32KB L2=512KB L3=0MB | No | No | No | No | No |
| Pentium II-M 266 MHz | 2/apr/1998 | MMC-1 (615) | 266 MHz | 4x    | 250 nm 7,5 mil. | 1,6 V   | 10,3 W | 66 MHz | L1=32KB L2=512KB L3=0MB | No | No | No | No | No |
| Pentium II-M 300 MHz | 9/set/1998 | MMC-1 (615) | 300 MHz | 4,5x  | 250 nm 7,5 mil. | 1,6 V   | 11,6 W | 66 MHz | L1=32KB L2=512KB L3=0MB | No | No | No | No | No |

Nota: la tabella soprastante dovrebbe essere un estratto di quella completa contenuta nella pagina del Pentium II-M. Però, dato che gli unici modelli di Pentium II-M erano tutti basati sul core Tonga, questa è la "copia" di quella presente nella pagina del Pentium II-M.

## Il successore
Tonga è stato l'unico rappresentante della famiglia dei Pentium II-M, successivamente, gli inizi del 1999, Intel ha ricavato un altro processore mobile dal Pentium II, ma l'ha chiamato commercialmente Mobile Pentium II PE ed era basato sul core Dixon.